# Theodor Thomassen
Theodor Thomassen (født 28. oktober 1908 i Sørvágur, død 9. marts 2016 i Sørvágur) blev den hidtil ældste færing nogensinde. Han blev 107 år gammel og 133 dage, eller 107 år og 4 måneder og 12 dage.
I 1940 blev han gift med Nencia Hansen, som kom fra samme bygd. Theodor og hans kone byggede hus og fik 10 børn sammen. Han blev enkemand i 1987. Han ernærede sig i en årrække ved at arbejde som håndværker og byggede huse for folk. Senere havde han egen butik i Sørvágur, tæt på hjemmet. Han drev også kystfiskeri i egen båd, og det gjorde han indtil han var godt 95 år gammel. Han var også søndagsskolelærer i flere år. Da han fyldte 107 år den 28. oktober 2015 havde han 99 efterkommere.
De seneste år af sit liv boede Thomassen hos sin datter Elisa. Færøernes Radio, Kringvarp Føroya, ringede til ham eller besøgte ham de sidste år på hans fødselsdag. Han blev ikke dement og fulgte med i hvad der skete i samfundet. Da han fyldte 105 år sagde han til Kringvarp Føroyas journalist, Sigrun Brend, at han ikke havde forventet at blive så gammel, for det lå ikke til familjen. Hans far blev kun 48 år gammel, og en af hans onkler blev kun 31 år. På det tidspunkt havde han 107 efterkommere. Ved samme fødselsdag blev han også spurgt om, hvad han havde spist gennem livet. Han svarede, at han familjen aldrig havde været rig, men de havde klaret sig. Han havde fisket i sin båd og de havde altid spist megen fisk, tørret fisk, ræst fisk, saltet fisk, fersk fisk, fiskefrikadeller og knetter (en slags kogte fiskeboller med fåretalg), og så havde han altid spist megen grind (kød og spæk fra grindehval).
Da journalisten spurgte ham, hvad han ønskede sig i fødselsdagsgave, så sagde han at han manglede ingenting, men en plade ren chokolade ville være dejligt.
Før Theodor Thomassen slog den færøske rekord for Færøernes ældste person nogensinde, var det en kvinde fra Gjógv, der havde rekorden, hun blev 105 år gammel, født den 2. juli 1875 og døde 23. november 1980.
Theodor Thomassen var ved godt helbred lige til den sidste tid, han fik alderdomsskavanker som f.eks. nedsat hørelse, han brugte høreapparat. I januar 2016 fik han problemer med helbredet og den 9. marts 2016 om aftenen sov han stille ind, 107 år gammel. Han blev begravet fra Sørvágs kirke den 15. marts 2016.

## Sidste hilsen fra Theodor  Thomassen
Da Theodor Thomassen fyldte 107 år, var Kringvarp Føroya med Sigrun Brend og besøgte ham. Da hun spurgte ham om opskriften på et langt liv, så svarede han, at han havde ikke nogen opskrift, men så citerede han to vers fra den danske salme Tag Jesus med, som digteren og forfatteren Adolf Langsted digtede i 1895:
Tag Jesus med, hvorhen du længes,

da bliver du så let i sind.

Og hvor din frelser ude stænges,

der skal du ikke selv gå ind.
Tag Jesus med hvorhen du farer,

så skal du aldrig fare vild.

Da vogter på dig engleskarer,

om verden lukker øjet til!